# Crédit Lyonnais
Crédit Lyonnais (francès: [kʁedi ljɔnɛ]) és un banc històric francès. A principis de la dècada de 1990 era el banc francès més gran, majoritàriament de propietat estatal en aquell moment. El Crédit Lyonnais va ser objecte d'una mala gestió durant aquest període que gairebé va portar a la seva fallida el 1993. Va ser adquirit per l'antic rival Crédit Agricole el 2003.

## Història

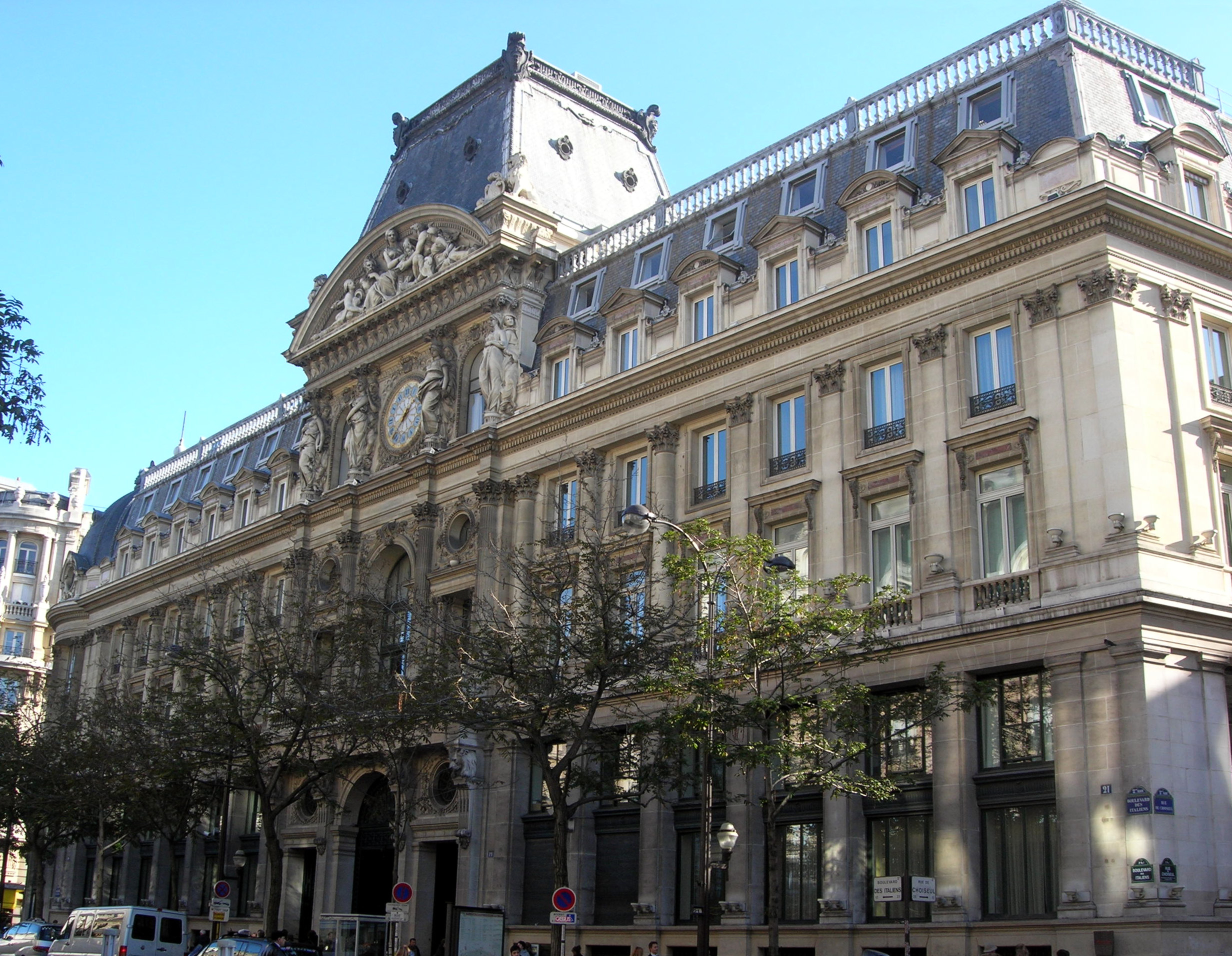
Seu de Credit Lyonnais a París

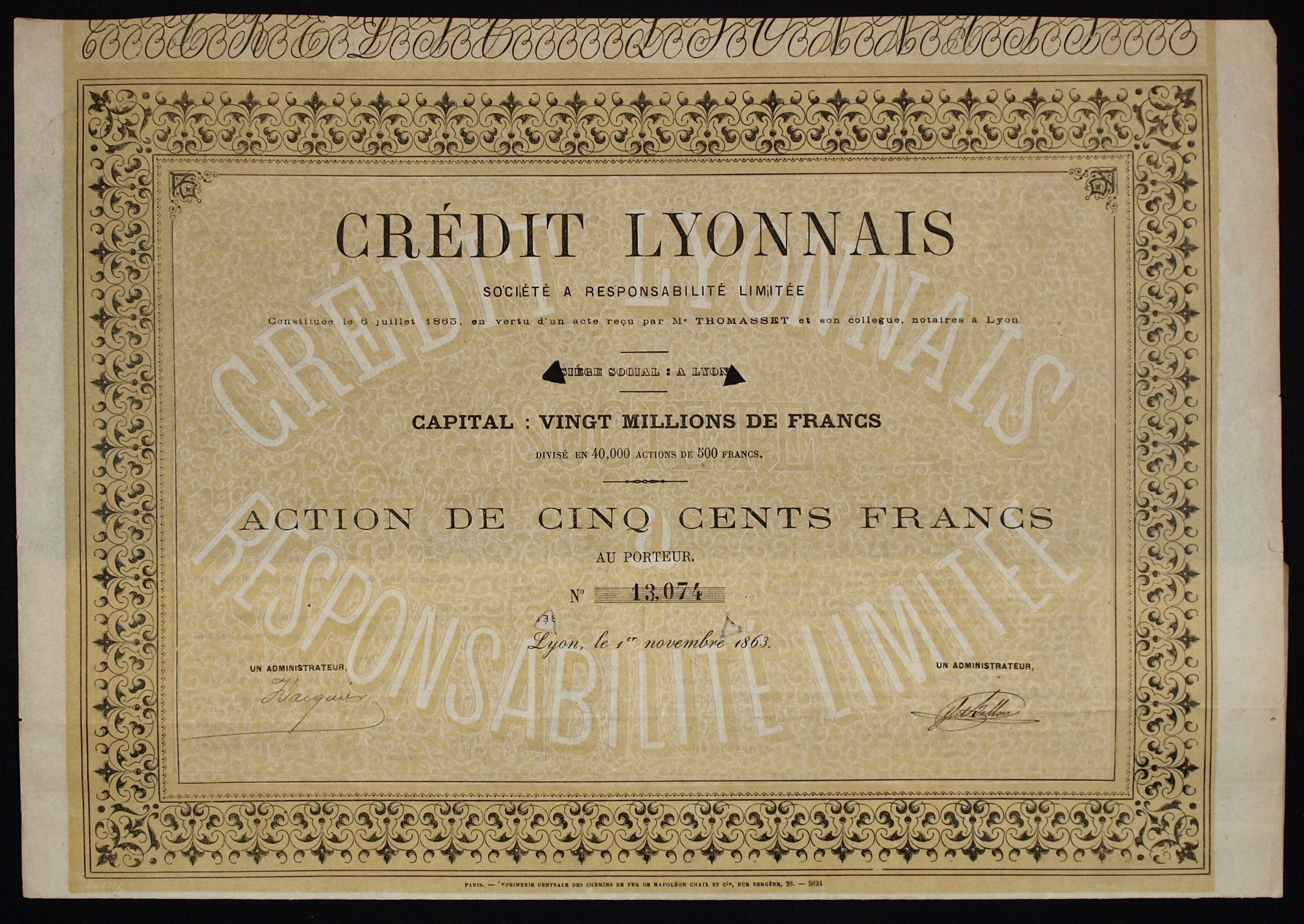
Part del Crédit Lyonnais, expedit l'1 de novembre de 1863

Fundat el 6 de juliol de 1863 a Lió per Henri Germain, Crédit Lyonnais va ser el banc més gran del món el 1900. Es va nacionalitzar el 1945, igual que la major part del sector bancari francès després de la guerra.
Després d'un canvi de lideratge i una expansió frenètica a partir de 1988, el banc va ser objecte de nombrosos escàndols financers, contribuint a un enorme deute d'uns 150.000 milions de francs francesos (gairebé 23.000 milions d'euros). Això es va deure al fet que els directors exageraven les inversions i a problemes amb les filials del banc.
Crédit Lyonnais es va convertir en el principal prestador dels estudis de Hollywood en la dècada de 1980. Els clients van incloure estudis de cinema independents Castle Rock Entertainment, Weintraub Entertainment Group, Nelson Entertainment, Vestron Pictures i Carolco Pictures. Moltes d'aquestes empreses van tenir dificultats financeres. També va finançar l'adquisició per Giancarlo Parretti de Metro-Goldwyn-Mayer el 1990 per 1.250 milions de dòlars. No obstant això, Paretti va començar a saquejar la companyia, va acomiadar a la majoria del personal comptable, va nomenar a la seva filla de 21 anys a un lloc financer sènior, i va fer servir diners de la companyia per a comprar regals per a diverses amigues. El juny de 1991, CL ja en tenia prou: per un acord d'abril que li va donar el control de les accions de MGM de Parreti, va acomiadar Parretti i va iniciar una demanda contra ell. No obstant això, CL aviat va enfrontar una intensa investigació pels seus tractes amb Parretti. En resum, CL va perdre $5 mil milions pels seus acords de Hollywood.
El banc va evitar el desastre financer traslladant els seus deutes i passius amb problemes a una nova empresa estatal, Consortium de Réalisation (CDR). La creació del CDR va ser molt controvertida, ja que molts no creien que el govern francès hauria d'haver rescatat el banc. El CDR va acordar pagar 525 milions de dòlars al Departament d'Assegurances de Califòrnia per evitar una demanda per l'escàndol de l'assegurança d'Executive Live. El CDR també va acabar amb les diferents cinemateques de productores cinematogràfiques desaparegudes amb incompliment dels seus préstecs. La biblioteca era coneguda com la cinemateca Epic. El despatx d'advocats Loeb & Loeb va passar 4 anys determinant l'extensió total dels actius cinematogràfics. A finals de 1997, PolyGram Filmed Entertainment va fer una oferta de Disney, Metro-Goldwyn-Mayer, Live Entertainment i diverses altres empreses per la biblioteca Epic per 225 milions de dòlars. Tot i perdre l'oferta, MGM adquiriria la biblioteca Epic i la resta de la biblioteca anterior a 1996 de PolyGram el 1998.
Per permetre el rescat, la Comissió Europea va imposar severes limitacions, principalment a les activitats internacionals del banc, i el banc es va veure obligat a vendre moltes entitats en els anys següents.
El rescat va costar als contribuents francesos gairebé 15.000 milions d'euros en total.
El 5 de maig de 1996 un gran incendi va destruir gran part de la seu de París del Crédit Lyonnais. L'incendi va començar a la sala de comerç principal del banc i va ser un dels pitjors incendis que van danyar un edifici de París en 25 anys. Va cremar durant més de 12 hores, destruint dos terços de l'edifici, juntament amb arxius bancaris i dades informàtiques crucials.
El 1998, Crédit Lyonnais va vendre Crédit Lyonnais (Àustria) a l’Anglo Irish Bank.
El Crédit Lyonnais es va privatitzar completament el 1999. L'any 2003 BNP Paribas va construir una posició al capital del banc. Tanmateix, l'any 2003, Crédit Agricole la va comprar i va reorganitzar les seves operacions:
- El negoci de banca d'inversió es va fusionar amb Crédit Agricole Indosuez; la nova entitat va prendre el nom de Calyon.
- La xarxa de banca minorista francesa va romandre separada. El 2005 va ser rebatejat com a LCL per tal d'evitar referències negatives a la seva problemàtica història recent. És propietat de la xarxa comercial francesa existent de Crédit Agricole, però competeix amb ella.

## Polèmica recent
L'any 2001, el llibre de Denis Robert i Ernest Backes , Revelation, va demostrar que Crédit Lyonnais era un dels molts bancs que tenia comptes no coneguts a Clearstream, una empresa de compensació de transaccions amb seu a Luxemburg, que ha estat acusada pels autors de ser una gran rentadora de diners internacionals.
L'any 2005 el CDR va haver de retornar 135 milions d'euros als creditors de Bernard Tapie, el polèmic multimilionari, després d'un escàndol relacionat amb la venda d'Adidas.

## Patrocini
El Crédit Lyonnais patrocina el Tour de França, amb la seva marca corporativa al costat del maillot groc (per al líder de la Classificació general al Tour de França).